# Argelaga borda
L'argelaga borda, argelaga, argelaga de bosc, argelaga de marge, argelaga de muntanya, gatosa (negra) o argilaga (Genista scorpius) és una espècie de planta arbustiva de la família de les fabàcies, molt espinosa, de fulles simples i petites flors grogues agrupades en ramells.

## Descripció
La Ginesta scorpius (L.) es caracteritza per ser un arbust perennifoli i hermafrodita. Pot arribar a altures de fins a 2 metres, és espinós, fortament ramificat, amb poques fulles i de branques més o menys divergents, estriades i amb nombroses espines fortes, la majoria simples, que formen un angle obert amb les tiges, els branquillons són grisencs i una mica sedosos.
Les fulles són esparses i simples, pinnatinèrvies i gairebé sèssils, de 0,4-1,2 x 0,2 x 0,4 cm, obovades o obovatolanceolades, mucronades o arrodonides a l'àpex, de vegades una mica emarginades, atenuades a la base, enteres, de color verd semblant a les dues cares, glabrescents a l'anvers i pubescents al revers; estípules petites, de vora 1 mm, espinescents i persistents.
Les flors són zigomorfes, de 0,7-1cm, papilionàcies, de color groc viu i ataronjat. El calze és campalunat i bilabiat, amb els llavis més curts que el tub; són molt nombroses i axil·lars, i creixen solitàries o en grups de 2-3.
El fruit és sec, en un llegum d'1,5-4 x 0,3-0,5cm, oblong, comprimit, glabre.
La floració es produeix des del febrer fins al juliol.

## Hàbitat
Creix a l'Europa sud-occidental i al nord d'Àfrica, al Marroc. Viu a les pastures seques, a les brolles a les clarianes dels boscos de les contrades mediterrànies i de l'estatge montà, i pot ascendir pels solells fins a l'estatge subalpí.
Habita en els pisos inferior i montà, en vessants secs i assolellats amb poca o cap coberta arbòria, com en garrigues i clars d'alzinars, formant matolls que poden ser gairebé monoespecífics en les zones més degradades. Colonitza també els camps abandonats. Crema molt fàcilment i amb gran poder calorífic contribuint a l'extensió d'incendis.
És una espècie indicadora de clima continental, la seva presència es fa més rara a mesura que augmenta la proximitat al litoral.

## Cultiu
La Genista scorpius és una planta que aporta color al jardí sense necessitar de moltes cures. És extremadament resistent a la sequera, ideal per a restaurar terrenys que han pogut quedar empobrits. És important, destacar, que no suporta gelades intenses, per la qual cosa, si a l'hivern les temperatures són inferiors als ´4 ˚ C, és important resguardar-la.Cal plantar-la en la primavera, en un lloc que tingui llum de manera directa. El reg ha de ser mínim.Tolera qualsevol sòl, encara que és capaç de desenvolupar-se en terrenys amb calç i a vegades en sòls silicis poc àcids i fins a pedregosos, així com en pinastres.

## Usos
Segons Charles l'Écluse, les flors de l'Aliaga fermentades amb sucre, eren utilitzades antigament per als originaris de Salamanca per a restablir les forces decaigudes. Però l'ús més gran d'aquestes flors era per a tenyir de groc llana, draps i tapisseries.També és usada com a planta medicinal, tant les flors com les llavors. Té propietats cardiotòniques, vasoconstrictores, diürètiques, i depuratives. Així i tot, cal recordar que l'ús de les seves llavors poden ser perilloses, per la qual cosa no s'haurien de fer servir amb freqüència.També es diu que les argelagues seques es feien servir a l'hivern el dia de la matança del porc per a socarrimar els pèls de l'animal mort de fresc quan encara era sobre el banc de ferro.

## Grau de protecció
Aquesta espècie d'argelaga no està protegida, però en moltes ocasions forma part de l'hàbitat prioritari 1520 (Gypsophiletalia) inclòs en la Directiva d'Hàbitats de la Unió Europea i de la Xarxa Natura 2000. És una planta piròfita que resisteix bé el foc, i encara que les parts aèries es cremen ràpidament, les arrels rebroten amb rapidesa eliminats els competidors pel foc.

## Taxonomia
La Genista scorpius va ser descrita per (L.) DC. I publicada a Flore Française. Troisième Édition 4: 493. 1805.
Citologia
Números crosmàtics de la Genista scorpius (Fam. Leguminosae) y táxons infraespecífics: n=20; 2n=40
Etimologia
scorpius: epítet de l’argelaga que deriva del sustantiu llatí scorpius: escorpión, probablement recordant les doloreses burxades que produeixen les seves espines. 
Subespècies
- Genista scorpius subsp. myriantha (BALL) Emb. & Maire

Sinonímia
- Spartocytisus purgans, (L.) Webb & Berthel. 1846.
- Spartium purgans, (L.) Salisb. 1796.
- Genista scorpius var. macracantha, Rouy & Foucaud in Rouy 1897.
- Genista scorpius var. campylocarpa, Willk. 1851.
- Genista scorpius var. acutangula, Vayr. 1900.
- Genista salesii, Sennen 1927.
- Genista purgans, L. 1759.
- Drymospartum purgans, (L.) C.Presl 1845.
- Cytisus purgans, (L.) Boiss. 1839.
- Corothamnus purgans, (L.) Ponert 1973.
- Spartium scorpius, L. 1753.
- Genista spiniflora, Lam. 1779.
- Corniola scorpius, (L.) C.Presl. 1845
- Argelasia scorpius, (L.) Fourr.

## Noms comuns
Cat: argelaga, argelac, gatosa, argelaga vera, argelaga negra; cast: aliaga, aulaga; basc: elorri-triska; gall: aliaga; angl: scorpion broon; fr: genêt épineux, épine-fleurie.

## Galeria

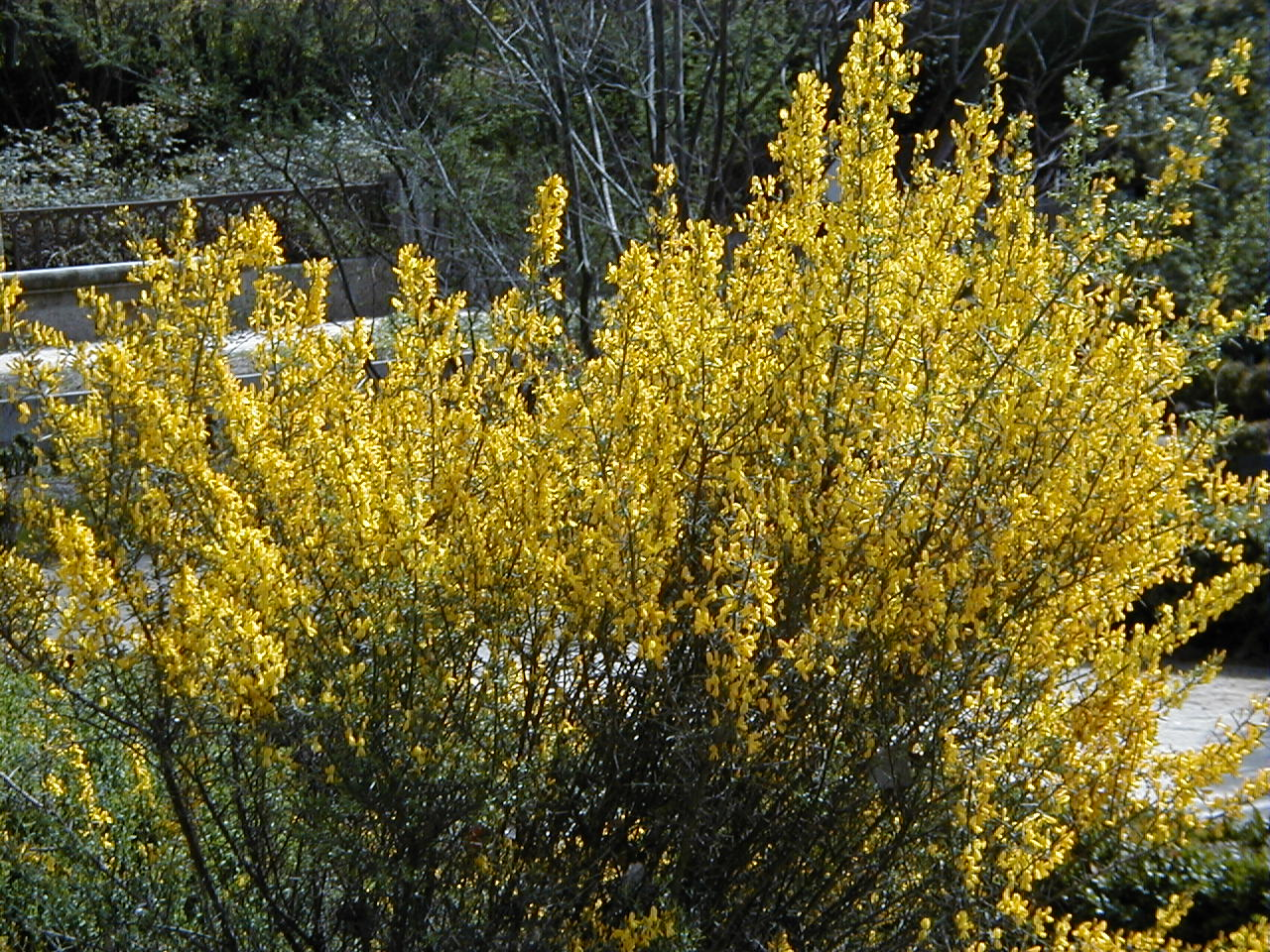
Vista de la planta
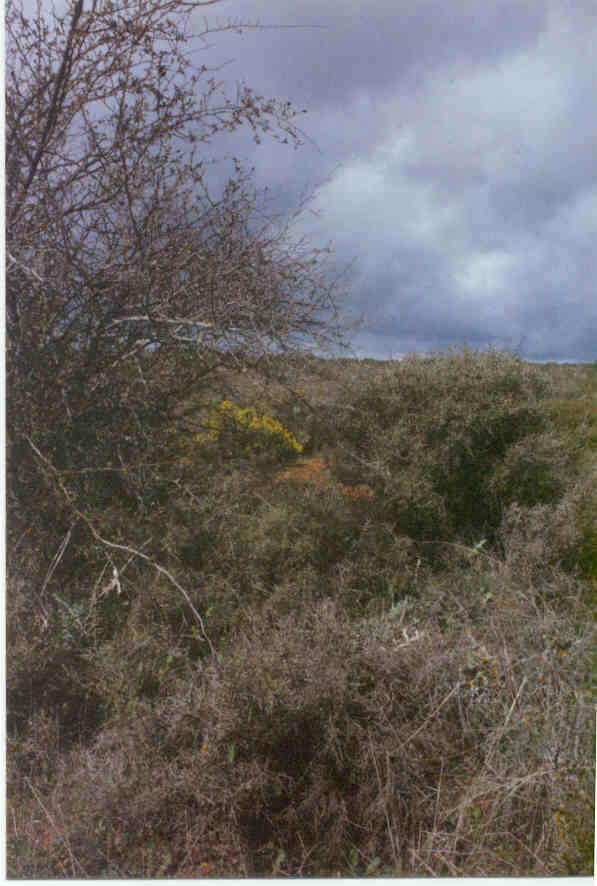
Hàbitat
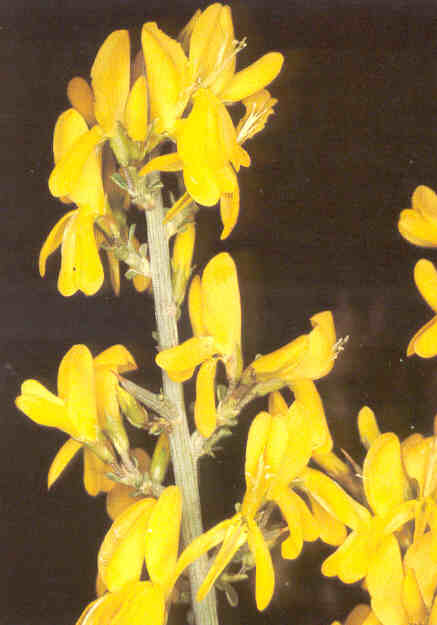
Detall de les flors
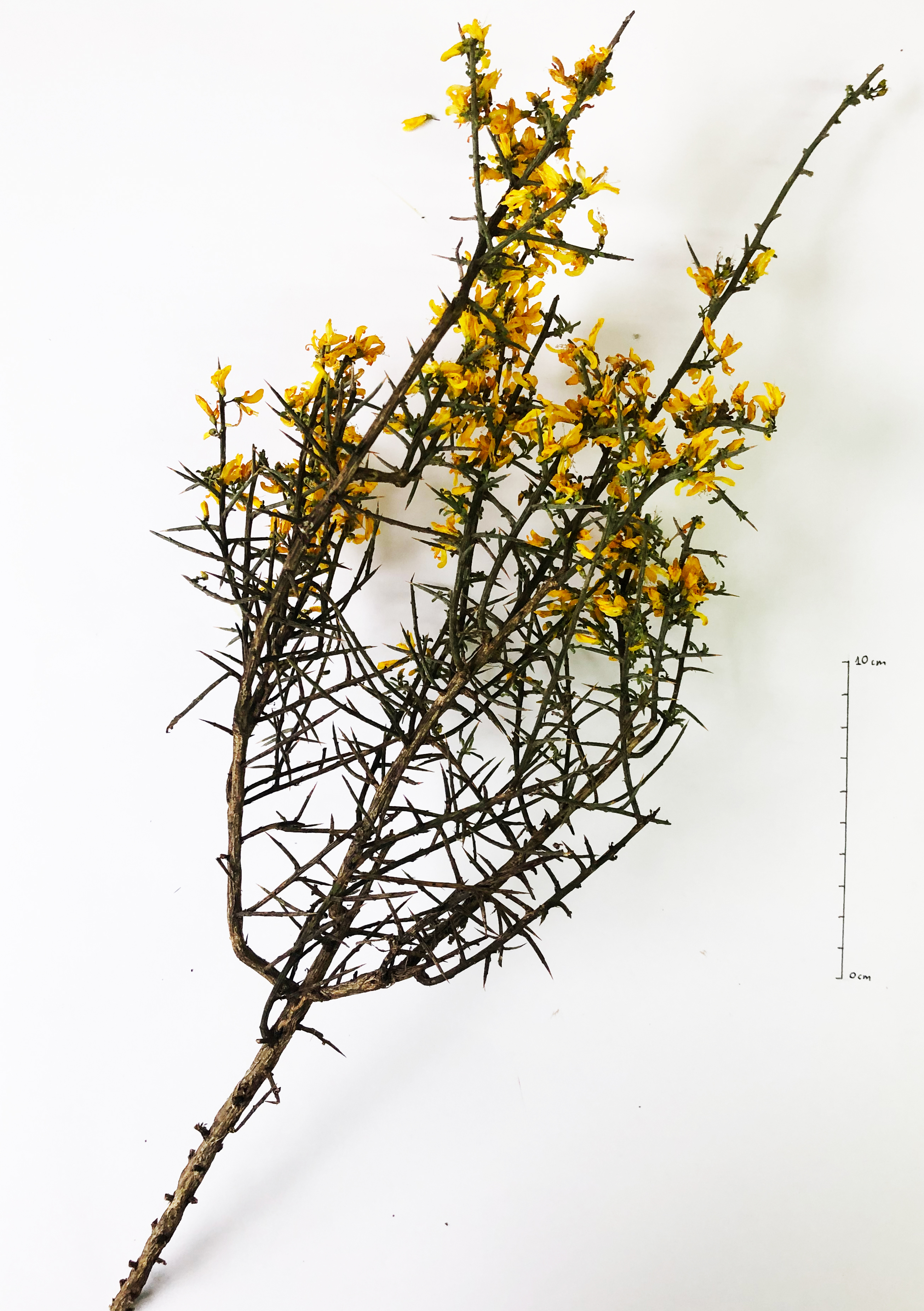
Genista scorpius